# Eamonn Deacy Park
El Eamonn Deacy Park (anteriormente llamado Terryland Park) es un estadio de fútbol situado en la ciudad de Galway, en la República de Irlanda. El estadio pertenece a la Asociación de Fútbol de la ciudad de Galway. El recinto posee una capacidad para 5000 personas y es utilizado por el club local Galway United que actúa en la Liga irlandesa de fútbol.
Después de su última renovación en 2007, el estadio aumento su capacidad a 5000 espectadores, de las cuales 3500 son butacas individuales.